# Pretty. Odd.
Pretty. Odd. is het tweede album van de Amerikaanse rock band Panic at the Disco, dat op 21 maart 2008 is uitgekomen in Nederland

## Achtergrondinformatie
Panic! at the Disco begon met het schrijven van de opvolger van A Fever You Can't Sweat Out toen ze aan het toeren waren en geen nieuw materiaal meer hadden om te spelen. In januari vond de band dat het tijd was voor een winterslaap en verbleven zes maanden lang in een huisje in de bergen. Op 7 juli speelde de band het nieuwe nummer "It's True Love" voor het eerst sinds 'De Winterslaap', maar diezelfde avond besloten de bandleden dat ze het nummer niet goed genoeg vonden en schrapten alle nummers die ze tot dat punt toe hadden geschreven (bijna ¾ deel van het album).
Een maand later introduceerde Panic! twee nieuwe nummers; "When The Day Met The Night" en "Nine In The Afternoon". In december werd een klein stukje van "Nine In The Afternoon" gespeeld tijdens het tv-programma Heroes. Hierna begon de band met het plaatsen van allerlei puzzels op hun officiële website. De eerste single van het tweede album werd al vroeg op de site vermeld. Wanneer men de hele site centreerde was een klok te zien die op 9.00 uur stond, "Nine In The Afternoon". Ongeveer twee weken lang gaf de site kleine samples met de woorden "You dont have to worry...". Op 1 januari werd bekend dat de samples van een nieuw nummer waren, "We're So Starving". Een ongemixte versie was tijdelijk te beluisteren op de MySpace van de band.
"Nine in the Afternoon" ging 28 januari 2008 in première op de bands MySpace om 09:00 PM ("Nine in the Afternoon", negen [uur] in de namiddag)
Een dag nadat Nine In The Afternoon in première ging, begon de band met het opnemen van de videoclip voor hun volgende single "That Green Gentlemen". De clip zal fragmenten bevatten van een jonge Ryan, Jon, Spencer en Brendon en heeft te maken met matroesjkas. "Mad as Rabbits" (digitaal), "That Green Gentlemen (Things Have Changed)" en "Northern Downpour" zijn bevestigd als singles.

## Tracklist
1. "We're So Starving"
2. "Nine in the Afternoon"
3. "She's a Handsome Woman"
4. "Do You Know What I'm Seeing?"
5. "That Green Gentlemen (Things Have Changed)"
6. "I Have Friends in Holy Spaces"
7. "Northern Downpour"
8. "When the Day Met the Night"
9. "Pas de Cheval"
10. "The Piano Knows Something I Don't Know"
11. "Behind the Sea"
12. "Folkin' Around"
13. "She Had The World"
14. "From a Mountain in the Middle of the Cabins"
15. "Mad as Rabbits"

### Bonus tracks
1. "Nine in the Afternoon (Radio Mix)" (Deluxe Edition bonustrack)
2. "Behind the Sea (Alternate Version)" (Deluxe Edition bonustrack)
3. "Do You Know What I'm Seeing?" (Alternate Version)" (iTunes Pre-order bonustrack)

- De deluxe versie van Pretty. Odd. op iTunes, bevat ook de videoclips van "Nine in the Afternoon" en "Mad as Rabbits".

## Singles
| Single met eventuele hitnotering(en) in de Nederlandse Top 40 | Datum van verschijnen | Datum van binnenkomst | Hoogste positie | Aantal weken | Opmerkingen     |
| ------------------------------------------------------------- | --------------------- | --------------------- | --------------- | ------------ | --------------- |
| Nine in the Afternoon                                         | 2008                  | 16-02-2008            | tip5            |              |                 |
| Mad As Rabbits                                                | 2008                  | -                     | -               | -            | digitale single |
| That Green Gentleman (Things Have Changed)                    | 2008                  | -                     | -               | -            |                 |
| Northern Downpour                                             | 2008                  |                       |                 |              |                 |